# Nikolas Rose
Pour les articles homonymes, voir Rose.
Nikolas Rose (né en 1947 à Londres, Royaume-Uni), est un sociologue britannique, ancien professeur à la London School of Economics, et désormais professeur de sociologie et directeur du département de Social Science, Health and Medicine au King's College London.

## Biographie

### Famille
Rose est issu d'une famille juive dont les quatre grands-parents sont immigrants. Ses parents se sont mariés en 1935. Son père, ébéniste, devient chimiste puis travaille dans une usine de fabrication d'avions. Il change son nom d'origine, Rosenberg, en Rose.
Il est le frère du professeur de biologie et activiste Steven P. Rose (né en 1938), et le beau-frère de la sociologue Hilary Rose.

### Carrière
Il est connu pour son interprétation des œuvres de Michel Foucault et surtout pour la revitalisation dans le monde anglo-saxon de la gouvernementalité. Son livre Governing the Soul, publié en 1989, est reconnu comme texte fondateur de la nouvelle littérature sur la gouvernementalité, plus particulièrement de la nouvelle perspective d'analyse des liens entre le pouvoir politique, l'expertise et les pratiques de subjectivation dans le contexte des démocraties contemporaines libérales.
Il est professeur de sociologie au BIOS Centre for the Study of Bioscience, Biomedicine, Biotechnology and Society de la London School of Economics, centre dont il est le fondateur et le directeur, de 2002 à 2011.

## Principaux ouvrages
- Governing the Present: Administering Economic, Social and Personal Life (avec Peter Miller) (2008)
- The Politics of Life Itself: Biomedicine, Power, and Subjectivity in the Twenty-First Century (2006)
- Powers of Freedom: Reframing Political Thought (1999)
- Governing the Soul: The Shaping of the Private Self (1989, Second edition 1999)
- Inventing Our Selves: Psychology, Power and Personhood (1996)
- The Psychological Complex: Psychology, Politics and Society in England, 1869-1939 (1984)